# غابة سيدي فرج
غابة سيدي فرج هي غابة تقع في شبه جزيرة سيدي فرج في بلدية سطاوالي بولاية الجزائر، تدار من قبل هيئة المحافظة على الغابات في الجزائر العاصمة (CFA) تحت إشراف المديرية العامة للغابات (DGF).

## خلفية
تخضع الغابة للمرسوم 84-45 في 18 فبراير 1984، المعدل والمكمل بالمرسوم 07-231 في 30 يوليو 2007. تبلغ مساحتها 44 هكتار (110 أكر)، وتوجد فيها بعض المرافق والفنادق السياحية. وتوجد فيها أشجار الصنوبر الحلبي والبحري.
عانت الغابة من إهمال، لكن عملت الحكومة على تأهيلها في عام 2006، حيث زُرع ما يقرب من 1000 شتلة، وحوالي 2000 شتلة في عام 2010، من أجل المحافظة على الغطاء النباتي في المدينة.

## مخيم الكشافة

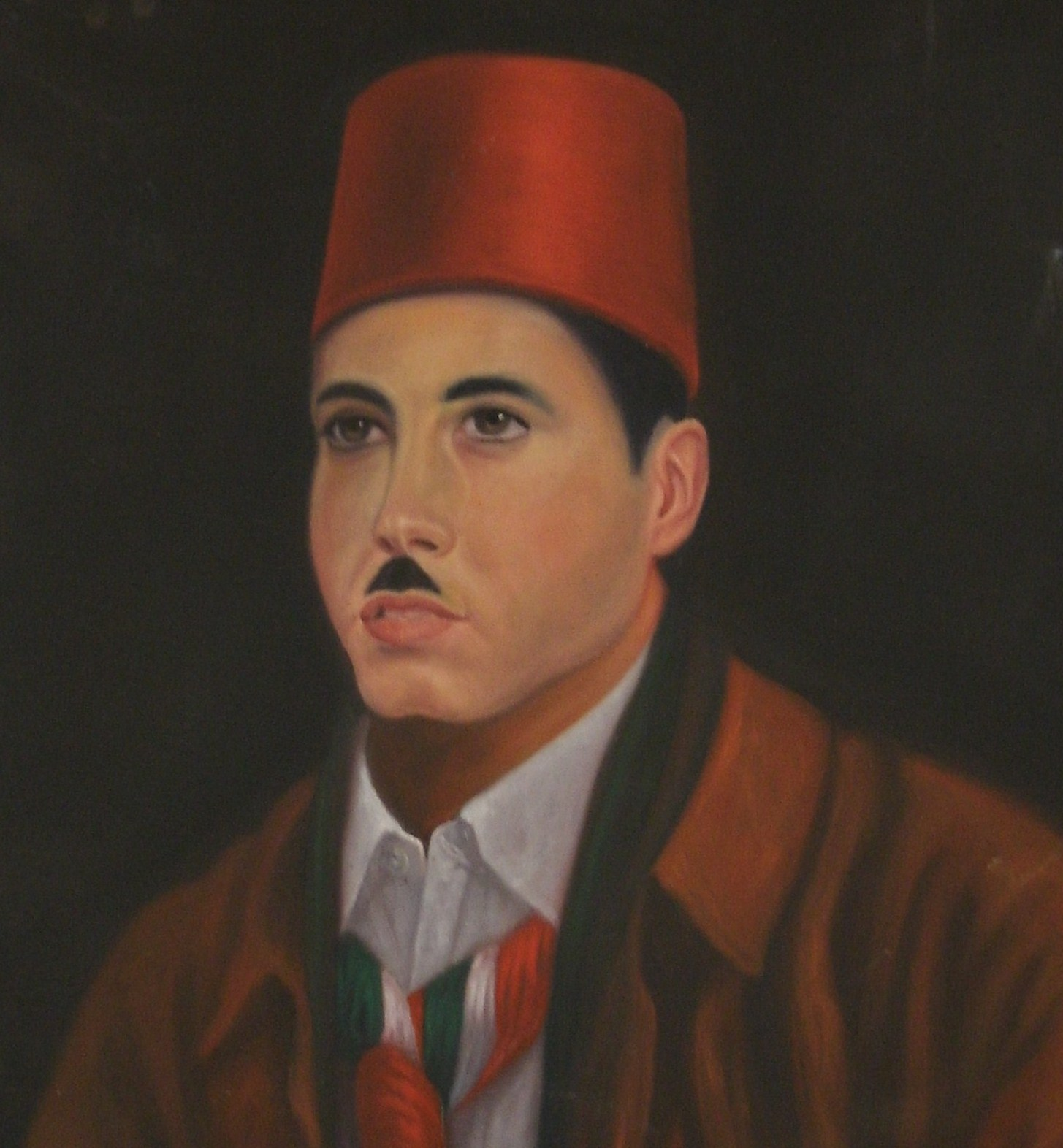
محمد بوراس

مخيم محمد بوراس الدولي في سيدي فرج هو مركز لقضاء العطلات والترفيه تابع للكشافة الإسلامية الجزائرية. وهو مركز إجازات يستضيف أنشطة الكشافة الوطنية والدولية في الجزائر، ويجمع كل مخيم صيفي يتم تنظيمه هناك للكشافة من مختلف البلديات والولايات.

## الموقع
تقع غابة سيدي فرج على بعد 30 كم غرب مدينة الجزائر، و50 كم شرق تيبازة و2 كم من البحر الأبيض المتوسط. وتقع ضمن بلدية سطاوالي في سهل ميتجة.